# Lijst van gemeentelijke monumenten in Veur
Deze lijst geeft een overzicht van de gemeentelijke monumenten in de kern Veur, onderdeel van plaats Leidschendam en de gemeente Leidschendam-Voorburg.
| Object                                                                                               | Bouwjaar       | Architect                                               | Locatie                                    | Coördinaten                  | Nr.            | Afbeelding                                                                                           |
| --- | -------------- | ------------------------------------------------------- | ------------------------------------------ | ---------------------------- | -------------- | --- |
| Woning, woningbouwcomplex Damlaan                                                                    | 1913           | A.H. Haagen                                             | Damlaan 25                                 | 52° 4' 55" NB, 4° 23' 46" OL | 1916/L004D25   | Woning, woningbouwcomplex Damlaan                                                                    |
| Woning, woningbouwcomplex Damlaan                                                                    | 1913           | A.H. Haagen                                             | Damlaan 27                                 | 52° 4' 55" NB, 4° 23' 46" OL | 1916/L004D27   | Woning, woningbouwcomplex Damlaan                                                                    |
| Woning, woningbouwcomplex Damlaan                                                                    | 1913           | A.H. Haagen                                             | Damlaan 29                                 | 52° 4' 55" NB, 4° 23' 45" OL | 1916/L004D29   | Woning, woningbouwcomplex Damlaan                                                                    |
| Woning, woningbouwcomplex Damlaan                                                                    | 1913           | A.H. Haagen                                             | Damlaan 31                                 | 52° 4' 55" NB, 4° 23' 45" OL | 1916/L004D31   | Woning, woningbouwcomplex Damlaan                                                                    |
| Woning, woningbouwcomplex Damlaan                                                                    | 1913           | A.H. Haagen                                             | Damlaan 33                                 | 52° 4' 55" NB, 4° 23' 45" OL | 1916/L004D33   | Woning, woningbouwcomplex Damlaan                                                                    |
| Jongensschool, onderwijzerswoning en patronaatsgebouw, woningbouwcomplex Damlaan                     | 1914           | Jos. H. Tonnaer, leslokaal 1926 door Jos Bekkert        | Damlaan 34                                 | 52° 4' 55" NB, 4° 23' 47" OL | 1916/L005D34   | Jongensschool, onderwijzerswoning en patronaatsgebouw, woningbouwcomplex Damlaan                     |
| Woning, woningbouwcomplex Damlaan                                                                    | 1913           | A.H. Haagen                                             | Damlaan 35                                 | 52° 4' 56" NB, 4° 23' 45" OL | 1916/L004D35   | Woning, woningbouwcomplex Damlaan                                                                    |
| Jongensschool, onderwijzerswoning en patronaatsgebouw, patronaatsgebouw (Damlaan 34, 34a en b en 36) | 1914           | Jos. H. Tonnaer, leslokaal 1926 door Jos Bekkert        | Damlaan 36                                 | 52° 4' 55" NB, 4° 23' 46" OL | 1916/L005D36   | Jongensschool, onderwijzerswoning en patronaatsgebouw, patronaatsgebouw (Damlaan 34, 34a en b en 36) |
| Woning, woningbouwcomplex Damlaan                                                                    | 1912           | A.H. Haagen en Th.L. Halverhout                         | Damlaan 37                                 | 52° 4' 56" NB, 4° 23' 44" OL | 1916/L004D37   | Woning, woningbouwcomplex Damlaan                                                                    |
| Woning, woningbouwcomplex Damlaan                                                                    | 1912           | A.H. Haagen en Th.L. Halverhout                         | Damlaan 39                                 | 52° 4' 56" NB, 4° 23' 44" OL | 1916/L004D39   | Upload foto                                                                                          |
| Woning, woningbouwcomplex Damlaan                                                                    | 1912           | A.H. Haagen en Th.L. Halverhout                         | Damlaan 41                                 | 52° 4' 56" NB, 4° 23' 44" OL | 1916/L004D41   | Upload foto                                                                                          |
| Woning, woningbouwcomplex Damlaan                                                                    | 1912           | A.H. Haagen en Th.L. Halverhout                         | Damlaan 43                                 | 52° 4' 56" NB, 4° 23' 43" OL | 1916/L004D43   | Upload foto                                                                                          |
| Gereformeerde kerk met kerkenraadskamer en stal                                                      | 1908           | G.J.P. Klumper (kerk), J.H. de Oude (verenigingsgebouw) | Damlaan 44                                 | 52° 4' 57" NB, 4° 23' 44" OL | 1916/L002      | Gereformeerde kerk met kerkenraadskamer en stal                                                      |
| Woning                                                                                               | 1905           | G.J.P. Klumper                                          | Damlaan 45                                 | 52° 4' 56" NB, 4° 23' 42" OL | 1916/L003      | Upload foto                                                                                          |
| Dubbel woonhuis                                                                                      | 1896           | J.F.L. Frowein                                          | Damlaan 47                                 | 52° 4' 56" NB, 4° 23' 42" OL | 1916/L091DL47  | Upload foto                                                                                          |
| Dubbel woonhuis                                                                                      | 1896           | J.F.L. Frowein                                          | Damlaan 49                                 | 52° 4' 57" NB, 4° 23' 42" OL | 1916/L091DL49  | Upload foto                                                                                          |
| Winkel en werkplaats met bovenwoning                                                                 | 1923           | A.A.M. Haagen                                           | Damlaan 53                                 | 52° 4' 57" NB, 4° 23' 42" OL | 1916/L007D53   | Upload foto                                                                                          |
| Winkel en werkplaats met bovenwoning                                                                 | 1923           | A.A.M. Haagen                                           | Damlaan 55                                 | 52° 4' 57" NB, 4° 23' 42" OL | 1916/L007D55   | Upload foto                                                                                          |
| Winkel en werkplaats met bovenwoning                                                                 | 1923           | A.A.M. Haagen                                           | Damlaan 57                                 | 52° 4' 57" NB, 4° 23' 41" OL | 1916/L007D57   | Upload foto                                                                                          |
| Woning, woningbouwcomplex Damlaan                                                                    | 1913           | A.H. Haagen                                             | Damlaan 31A                                | 52° 4' 55" NB, 4° 23' 45" OL | 1916/L004D31A  | Upload foto                                                                                          |
| Jongensschool, onderwijzerswoning en patronaatsgebouw, woningbouwcomplex Damlaan                     | 1914           | Jos. H. Tonnaer, leslokaal 1926 door Jos Bekkert        | Damlaan 34A                                | 52° 4' 55" NB, 4° 23' 47" OL | 1916/L005D34A  | Upload foto                                                                                          |
| Jongensschool, onderwijzerswoning en patronaatsgebouw, woningbouwcomplex Damlaan                     | 1914           | Jos. H. Tonnaer, leslokaal 1926 door Jos Bekkert        | Damlaan 34B                                | 52° 4' 55" NB, 4° 23' 47" OL | 1916/L005D34B  | Upload foto                                                                                          |
| Landhuis                                                                                             | 1934           | J. Dekker                                               | De Koppels 17                              | 52° 5' 22" NB, 4° 24' 28" OL | 1916/L081      | Upload foto                                                                                          |
| Woning, woningbouwcomplex Hertogstraat, Smidslaan en Van Ruysdaellaan                                | 1913, 1935     | Th.C. Halverhout (1913), A.J. Schrader (1935)           | Hertogstraat 1                             | 52° 5' 28" NB, 4° 23' 47" OL | 1916/L015H1    | Upload foto                                                                                          |
| Woning, woningbouwcomplex Hertogstraat, Smidslaan en Van Ruysdaellaan                                | 1913, 1935     | Th.C. Halverhout (1913), A.J. Schrader (1935)           | Hertogstraat 2                             | 52° 5' 29" NB, 4° 23' 47" OL | 1916/L015H2    | Upload foto                                                                                          |
| Woning, woningbouwcomplex Hertogstraat, Smidslaan en Van Ruysdaellaan                                | 1913, 1935     | Th.C. Halverhout (1913), A.J. Schrader (1935)           | Hertogstraat 3                             | 52° 5' 28" NB, 4° 23' 47" OL | 1916/L015H3    | Upload foto                                                                                          |
| Woning, woningbouwcomplex Hertogstraat, Smidslaan en Van Ruysdaellaan                                | 1913, 1935     | Th.C. Halverhout (1913), A.J. Schrader (1935)           | Hertogstraat 4                             | 52° 5' 29" NB, 4° 23' 46" OL | 1916/L015H4    | Upload foto                                                                                          |
| Woning, woningbouwcomplex Hertogstraat, Smidslaan en Van Ruysdaellaan                                | 1913, 1935     | Th.C. Halverhout (1913), A.J. Schrader (1935)           | Hertogstraat 5                             | 52° 5' 28" NB, 4° 23' 46" OL | 1916/L015H5    | Upload foto                                                                                          |
| Woning, woningbouwcomplex Hertogstraat, Smidslaan en Van Ruysdaellaan                                | 1913, 1935     | Th.C. Halverhout (1913), A.J. Schrader (1935)           | Hertogstraat 6                             | 52° 5' 29" NB, 4° 23' 46" OL | 1916/L015H6    | Upload foto                                                                                          |
| Woning, woningbouwcomplex Hertogstraat, Smidslaan en Van Ruysdaellaan                                | 1913, 1935     | Th.C. Halverhout (1913), A.J. Schrader (1935)           | Hertogstraat 7                             | 52° 5' 28" NB, 4° 23' 46" OL | 1916/L015H7    | Upload foto                                                                                          |
| Woning, woningbouwcomplex Hertogstraat, Smidslaan en Van Ruysdaellaan                                | 1913, 1935     | Th.C. Halverhout (1913), A.J. Schrader (1935)           | Hertogstraat 8                             | 52° 5' 29" NB, 4° 23' 46" OL | 1916/L015H8    | Upload foto                                                                                          |
| Woning, woningbouwcomplex Hertogstraat, Smidslaan en Van Ruysdaellaan                                | 1913, 1935     | Th.C. Halverhout (1913), A.J. Schrader (1935)           | Hertogstraat 9                             | 52° 5' 28" NB, 4° 23' 46" OL | 1916/L015H9    | Upload foto                                                                                          |
| Woning, woningbouwcomplex Hertogstraat, Smidslaan en Van Ruysdaellaan                                | 1913, 1935     | Th.C. Halverhout (1913), A.J. Schrader (1935)           | Hertogstraat 10                            | 52° 5' 29" NB, 4° 23' 45" OL | 1916/L015H10   | Upload foto                                                                                          |
| Woning, woningbouwcomplex Hertogstraat, Smidslaan en Van Ruysdaellaan                                | 1913, 1935     | Th.C. Halverhout (1913), A.J. Schrader (1935)           | Hertogstraat 12                            | 52° 5' 29" NB, 4° 23' 45" OL | 1916/L015H12   | Upload foto                                                                                          |
| Dubbel woonhuis                                                                                      | 1895           |                                                         | Kerkstraat 2                               | 52° 4' 48" NB, 4° 23' 54" OL | 1916/L017K2    | Upload foto                                                                                          |
| Dubbel woonhuis                                                                                      | 1895           |                                                         | Kerkstraat 4                               | 52° 4' 51" NB, 4° 23' 54" OL | 1916/L017K4    | Upload foto                                                                                          |
| Woning                                                                                               | 1918           | A.M. Haagen                                             | Koningin Julianaweg 1                      | 52° 5' 1" NB, 4° 23' 36" OL  | 1916/L018      | Upload foto                                                                                          |
| Woning (met praktijk)                                                                                | 1932           | J. van Vliet                                            | Koningin Julianaweg 3                      | 52° 5' 3" NB, 4° 23' 39" OL  | 1916/L089      | Upload foto                                                                                          |
| Dubbel woonhuis                                                                                      | 1915           | A.H. Haagen                                             | Koningin Julianaweg 5                      | 52° 5' 2" NB, 4° 23' 36" OL  | 1916/L088KJ5   | Upload foto                                                                                          |
| Dubbel woonhuis                                                                                      | 1915           | A.H. Haagen                                             | Koningin Julianaweg 7                      | 52° 5' 2" NB, 4° 23' 37" OL  | 1916/L088KJ7   | Upload foto                                                                                          |
| Woning                                                                                               | 1910           |                                                         | Koningin Julianaweg 62                     | 52° 5' 5" NB, 4° 23' 44" OL  | 1916/L087      | Upload foto                                                                                          |
| Woning, woningbouwcomplex Wilhelminalaan, Prinses Beatrixlaan en Raadhuislaan                        | 1940           | A.J. Kropholler                                         | Koningin Wilhelminalaan 18                 | 52° 5' 8" NB, 4° 23' 40" OL  | 1916/L021KW18  | Upload foto                                                                                          |
| Woning, woningbouwcomplex Wilhelminalaan, Prinses Beatrixlaan en Raadhuislaan                        | 1940           | A.J. Kropholler                                         | Koningin Wilhelminalaan 20                 | 52° 5' 8" NB, 4° 23' 40" OL  | 1916/L021KW20  | Upload foto                                                                                          |
| Woning, woningbouwcomplex Wilhelminalaan, Prinses Beatrixlaan en Raadhuislaan                        | 1940           | A.J. Kropholler                                         | Koningin Wilhelminalaan 22                 | 52° 5' 8" NB, 4° 23' 41" OL  | 1916/L021KW22  | Upload foto                                                                                          |
| Woning, woningbouwcomplex Wilhelminalaan, Prinses Beatrixlaan en Raadhuislaan                        | 1940           | A.J. Kropholler                                         | Koningin Wilhelminalaan 24                 | 52° 5' 8" NB, 4° 23' 41" OL  | 1916/L021KW24  | Upload foto                                                                                          |
| Woning, woningbouwcomplex Wilhelminalaan, Prinses Beatrixlaan en Raadhuislaan                        | 1940           | A.J. Kropholler                                         | Koningin Wilhelminalaan 26                 | 52° 5' 8" NB, 4° 23' 41" OL  | 1916/L021KW26  | Upload foto                                                                                          |
| Woning, woningbouwcomplex Wilhelminalaan, Prinses Beatrixlaan en Raadhuislaan                        | 1940           | A.J. Kropholler                                         | Koningin Wilhelminalaan 28                 | 52° 5' 9" NB, 4° 23' 43" OL  | 1916/L021KW28  | Upload foto                                                                                          |
| Woning, woningbouwcomplex Wilhelminalaan, Prinses Beatrixlaan en Raadhuislaan                        | 1940           | A.J. Kropholler                                         | Koningin Wilhelminalaan 30                 | 52° 5' 10" NB, 4° 23' 43" OL | 1916/L021KW30  | Upload foto                                                                                          |
| Woning, woningbouwcomplex Wilhelminalaan, Prinses Beatrixlaan en Raadhuislaan                        | 1940           | A.J. Kropholler                                         | Koningin Wilhelminalaan 32                 | 52° 5' 10" NB, 4° 23' 43" OL | 1916/L021KW32  | Upload foto                                                                                          |
| Woning, woningbouwcomplex Wilhelminalaan, Prinses Beatrixlaan en Raadhuislaan                        | 1940           | A.J. Kropholler                                         | Koningin Wilhelminalaan 34                 | 52° 5' 10" NB, 4° 23' 44" OL | 1916/L021KW34  | Upload foto                                                                                          |
| Woning, woningbouwcomplex Wilhelminalaan, Prinses Beatrixlaan en Raadhuislaan                        | 1940           | A.J. Kropholler                                         | Koningin Wilhelminalaan 38                 | 52° 5' 10" NB, 4° 23' 44" OL | 1916/L021KW38  | Upload foto                                                                                          |
| Woning, woningbouwcomplex Wilhelminalaan, Prinses Beatrixlaan en Raadhuislaan                        | 1940           | A.J. Kropholler                                         | Koningin Wilhelminalaan 40                 | 52° 5' 10" NB, 4° 23' 45" OL | 1916/L021KW40  | Upload foto                                                                                          |
| Woning, woningbouwcomplex Wilhelminalaan, Prinses Beatrixlaan en Raadhuislaan                        | 1940           | A.J. Kropholler                                         | Koningin Wilhelminalaan 42                 | 52° 5' 11" NB, 4° 23' 45" OL | 1916/L021KW42  | Upload foto                                                                                          |
| Woning, woningbouwcomplex Wilhelminalaan, Prinses Beatrixlaan en Raadhuislaan                        | 1940           | A.J. Kropholler                                         | Koningin Wilhelminalaan 44                 | 52° 5' 11" NB, 4° 23' 45" OL | 1916/L021KW44  | Upload foto                                                                                          |
| Woning, woningbouwcomplex Wilhelminalaan, Prinses Beatrixlaan en Raadhuislaan                        | 1940           | A.J. Kropholler                                         | Koningin Wilhelminalaan 46                 | 52° 5' 11" NB, 4° 23' 45" OL | 1916/L021KW46  | Upload foto                                                                                          |
| Woning, woningbouwcomplex Wilhelminalaan, Prinses Beatrixlaan en Raadhuislaan                        | 1940           | A.J. Kropholler                                         | Koningin Wilhelminalaan 48                 | 52° 5' 11" NB, 4° 23' 46" OL | 1916/L021KW48  | Upload foto                                                                                          |
| Woning                                                                                               | 1906           | G.J.P. Klumper                                          | Looierslaan 14                             | 52° 4' 55" NB, 4° 23' 17" OL | 1916/L024L14   | Upload foto                                                                                          |
| Woning                                                                                               | 1906           | G.J.P. Klumper                                          | Looierslaan 16                             | 52° 4' 56" NB, 4° 23' 17" OL | 1916/L024L16   | Upload foto                                                                                          |
| Boerderij De Sijde, Woning en manege                                                                 | voor 1650      |                                                         | Mauvelaan 9                                | 52° 5' 5" NB, 4° 23' 6" OL   | 1916/L025      | Boerderij De Sijde, Woning en manege                                                                 |
| Grenspaal                                                                                            | 1851           |                                                         | Mauvelaan, hoek Looierslaan ong.           |                              | 1916/L026      | Upload foto                                                                                          |
| Grenspaal                                                                                            | 1851           |                                                         | Mauvelaan, hoek Sint-Bonifaciusstraat ong. |                              | 1916/L027      | Upload foto                                                                                          |
| Woning, woningbouwcomplex, Plaspoelkade, Plaspoelstraat en Zijdestraat                               | 1929           | N.J. van Tiene                                          | Plaspoelkade 1                             | 52° 4' 55" NB, 4° 23' 37" OL | 1916/L036PK1   | Upload foto                                                                                          |
| Woning, woningbouwcomplex, Plaspoelkade, Plaspoelstraat en Zijdestraat                               | 1929           | N.J. van Tiene                                          | Plaspoelkade 2                             | 52° 4' 55" NB, 4° 23' 37" OL | 1916/L036PK2   | Upload foto                                                                                          |
| Woning, woningbouwcomplex, Plaspoelkade, Plaspoelstraat en Zijdestraat                               | 1929           | N.J. van Tiene                                          | Plaspoelkade 3                             | 52° 4' 55" NB, 4° 23' 37" OL | 1916/L036PK3   | Upload foto                                                                                          |
| Woning, woningbouwcomplex, Plaspoelkade, Plaspoelstraat en Zijdestraat                               | 1929           | N.J. van Tiene                                          | Plaspoelkade 4                             | 52° 4' 55" NB, 4° 23' 37" OL | 1916/L036PK4   | Upload foto                                                                                          |
| Woning, woningbouwcomplex, Plaspoelkade, Plaspoelstraat en Zijdestraat                               | 1929           | N.J. van Tiene                                          | Plaspoelkade 5                             | 52° 4' 55" NB, 4° 23' 38" OL | 1916/L036PK5   | Upload foto                                                                                          |
| Woning, woningbouwcomplex, Plaspoelkade, Plaspoelstraat en Zijdestraat                               | 1929           | N.J. van Tiene                                          | Plaspoelkade 6                             | 52° 4' 55" NB, 4° 23' 38" OL | 1916/L036PK6   | Upload foto                                                                                          |
| Woning, woningbouwcomplex, Plaspoelkade, Plaspoelstraat en Zijdestraat                               | 1929           | N.J. van Tiene                                          | Plaspoelkade 7                             | 52° 4' 55" NB, 4° 23' 38" OL | 1916/L036PK7   | Upload foto                                                                                          |
| Woning, woningbouwcomplex, Plaspoelkade, Plaspoelstraat en Zijdestraat                               | 1929           | N.J. van Tiene                                          | Plaspoelkade 8                             | 52° 4' 55" NB, 4° 23' 38" OL | 1916/L036PK8   | Upload foto                                                                                          |
| Woning, woningbouwcomplex, Plaspoelkade, Plaspoelstraat en Zijdestraat                               | 1929           | N.J. van Tiene                                          | Plaspoelkade 9                             | 52° 4' 55" NB, 4° 23' 38" OL | 1916/L036PK9   | Upload foto                                                                                          |
| Woning, woningbouwcomplex, Plaspoelkade, Plaspoelstraat en Zijdestraat                               | 1929           | N.J. van Tiene                                          | Plaspoelkade 10                            | 52° 4' 55" NB, 4° 23' 38" OL | 1916/L036PK10  | Upload foto                                                                                          |
| Woning, woningbouwcomplex, Plaspoelkade, Plaspoelstraat en Zijdestraat                               | 1929           | N.J. van Tiene                                          | Plaspoelkade 11                            | 52° 4' 55" NB, 4° 23' 38" OL | 1916/L036PK11  | Upload foto                                                                                          |
| Woning, woningbouwcomplex, Plaspoelkade, Plaspoelstraat en Zijdestraat                               | 1929           | N.J. van Tiene                                          | Plaspoelstraat 1                           | 52° 4' 57" NB, 4° 23' 39" OL | 1916/L036PS1   | Upload foto                                                                                          |
| Woning, woningbouwcomplex, Plaspoelkade, Plaspoelstraat en Zijdestraat                               | 1929           | N.J. van Tiene                                          | Plaspoelstraat 2                           | 52° 4' 56" NB, 4° 23' 38" OL | 1916/L036PS2   | Upload foto                                                                                          |
| Woning, woningbouwcomplex, Plaspoelkade, Plaspoelstraat en Zijdestraat                               | 1929           | N.J. van Tiene                                          | Plaspoelstraat 3                           | 52° 4' 57" NB, 4° 23' 39" OL | 1916/L036PS3   | Upload foto                                                                                          |
| Woning, woningbouwcomplex, Plaspoelkade, Plaspoelstraat en Zijdestraat                               | 1929           | N.J. van Tiene                                          | Plaspoelstraat 4                           | 52° 4' 56" NB, 4° 23' 38" OL | 1916/L036PS4   | Upload foto                                                                                          |
| Woning, woningbouwcomplex, Plaspoelkade, Plaspoelstraat en Zijdestraat                               | 1929           | N.J. van Tiene                                          | Plaspoelstraat 5                           | 52° 4' 56" NB, 4° 23' 39" OL | 1916/L036PS5   | Upload foto                                                                                          |
| Woning, woningbouwcomplex, Plaspoelkade, Plaspoelstraat en Zijdestraat                               | 1929           | N.J. van Tiene                                          | Plaspoelstraat 6                           | 52° 4' 56" NB, 4° 23' 38" OL | 1916/L036PS6   | Upload foto                                                                                          |
| Woning, woningbouwcomplex, Plaspoelkade, Plaspoelstraat en Zijdestraat                               | 1929           | N.J. van Tiene                                          | Plaspoelstraat 7                           | 52° 4' 56" NB, 4° 23' 39" OL | 1916/L036PS7   | Upload foto                                                                                          |
| Woning, woningbouwcomplex, Plaspoelkade, Plaspoelstraat en Zijdestraat                               | 1929           | N.J. van Tiene                                          | Plaspoelstraat 8                           | 52° 4' 56" NB, 4° 23' 39" OL | 1916/L036PS8   | Upload foto                                                                                          |
| Woning, woningbouwcomplex, Plaspoelkade, Plaspoelstraat en Zijdestraat                               | 1929           | N.J. van Tiene                                          | Plaspoelstraat 9                           | 52° 4' 56" NB, 4° 23' 39" OL | 1916/L036PS9   | Upload foto                                                                                          |
| Woning, woningbouwcomplex, Plaspoelkade, Plaspoelstraat en Zijdestraat                               | 1929           | N.J. van Tiene                                          | Plaspoelstraat 10                          | 52° 4' 56" NB, 4° 23' 39" OL | 1916/L036PS10  | Upload foto                                                                                          |
| Woning, woningbouwcomplex, Plaspoelkade, Plaspoelstraat en Zijdestraat                               | 1929           | N.J. van Tiene                                          | Plaspoelstraat 11                          | 52° 4' 56" NB, 4° 23' 40" OL | 1916/L036PS11  | Upload foto                                                                                          |
| Woning, woningbouwcomplex, Plaspoelkade, Plaspoelstraat en Zijdestraat                               | 1929           | N.J. van Tiene                                          | Plaspoelstraat 12                          | 52° 4' 56" NB, 4° 23' 39" OL | 1916/L036PS12  | Upload foto                                                                                          |
| Woning, woningbouwcomplex, Plaspoelkade, Plaspoelstraat en Zijdestraat                               | 1929           | N.J. van Tiene                                          | Plaspoelstraat 13                          | 52° 4' 56" NB, 4° 23' 40" OL | 1916/L036PS13  | Upload foto                                                                                          |
| Woning, woningbouwcomplex, Plaspoelkade, Plaspoelstraat en Zijdestraat                               | 1929           | N.J. van Tiene                                          | Plaspoelstraat 14                          | 52° 4' 56" NB, 4° 23' 39" OL | 1916/L036PS14  | Upload foto                                                                                          |
| Woning, woningbouwcomplex, Plaspoelkade, Plaspoelstraat en Zijdestraat                               | 1929           | N.J. van Tiene                                          | Plaspoelstraat 15                          | 52° 4' 56" NB, 4° 23' 40" OL | 1916/L036PS15  | Upload foto                                                                                          |
| Woning, woningbouwcomplex, Plaspoelkade, Plaspoelstraat en Zijdestraat                               | 1929           | N.J. van Tiene                                          | Plaspoelstraat 16                          | 52° 4' 56" NB, 4° 23' 39" OL | 1916/L036PS16  | Upload foto                                                                                          |
| Woning, woningbouwcomplex, Plaspoelkade, Plaspoelstraat en Zijdestraat                               | 1929           | N.J. van Tiene                                          | Plaspoelstraat 17                          | 52° 4' 56" NB, 4° 23' 40" OL | 1916/L036PS17  | Upload foto                                                                                          |
| Woning, woningbouwcomplex, Plaspoelkade, Plaspoelstraat en Zijdestraat                               | 1929           | N.J. van Tiene                                          | Plaspoelstraat 18                          | 52° 4' 55" NB, 4° 23' 39" OL | 1916/L036PS18  | Upload foto                                                                                          |
| Woning, woningbouwcomplex, Plaspoelkade, Plaspoelstraat en Zijdestraat                               | 1929           | N.J. van Tiene                                          | Plaspoelstraat 19                          | 52° 4' 56" NB, 4° 23' 40" OL | 1916/L036PS19  | Upload foto                                                                                          |
| Woning, woningbouwcomplex, Plaspoelkade, Plaspoelstraat en Zijdestraat                               | 1929           | N.J. van Tiene                                          | Plaspoelstraat 20                          | 52° 4' 55" NB, 4° 23' 40" OL | 1916/L036PS20  | Upload foto                                                                                          |
| Woning, woningbouwcomplex, Plaspoelkade, Plaspoelstraat en Zijdestraat                               | 1929           | N.J. van Tiene                                          | Plaspoelstraat 21                          | 52° 4' 56" NB, 4° 23' 40" OL | 1916/L036PS21  | Upload foto                                                                                          |
| Woning, woningbouwcomplex, Plaspoelkade, Plaspoelstraat en Zijdestraat                               | 1929           | N.J. van Tiene                                          | Plaspoelstraat 22                          | 52° 4' 55" NB, 4° 23' 40" OL | 1916/L036PS22  | Upload foto                                                                                          |
| Woning, woningbouwcomplex Wilhelminalaan, Prinses Beatrixlaan en Raadhuislaan                        | 1940           | A.J. Kropholler                                         | Prinses Beatrixlaan 1                      | 52° 5' 10" NB, 4° 23' 48" OL | 1916/L021PB1   | Upload foto                                                                                          |
| Woning, woningbouwcomplex Wilhelminalaan, Prinses Beatrixlaan en Raadhuislaan                        | 1940           | A.J. Kropholler                                         | Prinses Beatrixlaan 3                      | 52° 5' 10" NB, 4° 23' 47" OL | 1916/L021PB3   | Upload foto                                                                                          |
| Woning, woningbouwcomplex Wilhelminalaan, Prinses Beatrixlaan en Raadhuislaan                        | 1940           | A.J. Kropholler                                         | Prinses Beatrixlaan 5                      | 52° 5' 10" NB, 4° 23' 47" OL | 1916/L021PB5   | Upload foto                                                                                          |
| Woning, woningbouwcomplex Wilhelminalaan, Prinses Beatrixlaan en Raadhuislaan                        | 1940           | A.J. Kropholler                                         | Prinses Beatrixlaan 7                      | 52° 5' 10" NB, 4° 23' 47" OL | 1916/L021PB7   | Upload foto                                                                                          |
| Woning, woningbouwcomplex Wilhelminalaan, Prinses Beatrixlaan en Raadhuislaan                        | 1940           | A.J. Kropholler                                         | Prinses Beatrixlaan 9                      | 52° 5' 10" NB, 4° 23' 47" OL | 1916/L021PB9   | Upload foto                                                                                          |
| Woning, woningbouwcomplex Wilhelminalaan, Prinses Beatrixlaan en Raadhuislaan                        | 1940           | A.J. Kropholler                                         | Prinses Beatrixlaan 11                     | 52° 5' 10" NB, 4° 23' 47" OL | 1916/L021PB11  | Upload foto                                                                                          |
| Woning, woningbouwcomplex Wilhelminalaan, Prinses Beatrixlaan en Raadhuislaan                        | 1940           | A.J. Kropholler                                         | Prinses Beatrixlaan 13                     | 52° 5' 11" NB, 4° 23' 46" OL | 1916/L021PB13  | Upload foto                                                                                          |
| Woning, woningbouwcomplex Wilhelminalaan, Prinses Beatrixlaan en Raadhuislaan                        | 1940           | A.J. Kropholler                                         | Prinses Beatrixlaan 15                     | 52° 5' 11" NB, 4° 23' 46" OL | 1916/L021PB15  | Upload foto                                                                                          |
| Woning, woningbouwcomplex Wilhelminalaan, Prinses Beatrixlaan en Raadhuislaan                        | 1940           | A.J. Kropholler                                         | Prinses Beatrixlaan 17                     | 52° 5' 11" NB, 4° 23' 46" OL | 1916/L021PB17  | Upload foto                                                                                          |
| Woning, woningbouwcomplex Wilhelminalaan, Prinses Beatrixlaan en Raadhuislaan                        | 1940           | A.J. Kropholler                                         | Prinses Beatrixlaan 19                     | 52° 5' 11" NB, 4° 23' 46" OL | 1916/L021PB19  | Upload foto                                                                                          |
| Woning, woningbouwcomplex Wilhelminalaan, Prinses Beatrixlaan en Raadhuislaan                        | 1940           | A.J. Kropholler                                         | Raadhuislaan 1                             | 52° 5' 10" NB, 4° 23' 40" OL | 1916/L021R1    | Upload foto                                                                                          |
| Woning, woningbouwcomplex Wilhelminalaan, Prinses Beatrixlaan en Raadhuislaan                        | 1940           | A.J. Kropholler                                         | Raadhuislaan 2                             | 52° 5' 9" NB, 4° 23' 44" OL  | 1916/L021R2    | Upload foto                                                                                          |
| Woning, woningbouwcomplex Wilhelminalaan, Prinses Beatrixlaan en Raadhuislaan                        | 1940           | A.J. Kropholler                                         | Raadhuislaan 3                             | 52° 5' 8" NB, 4° 23' 43" OL  | 1916/L021R3    | Upload foto                                                                                          |
| Woning, woningbouwcomplex Wilhelminalaan, Prinses Beatrixlaan en Raadhuislaan                        | 1940           | A.J. Kropholler                                         | Raadhuislaan 4                             | 52° 5' 9" NB, 4° 23' 44" OL  | 1916/L021R4    | Upload foto                                                                                          |
| Woning, woningbouwcomplex Wilhelminalaan, Prinses Beatrixlaan en Raadhuislaan                        | 1940           | A.J. Kropholler                                         | Raadhuislaan 5                             | 52° 5' 8" NB, 4° 23' 42" OL  | 1916/L021R5    | Upload foto                                                                                          |
| Woning, woningbouwcomplex Wilhelminalaan, Prinses Beatrixlaan en Raadhuislaan                        | 1940           | A.J. Kropholler                                         | Raadhuislaan 7                             | 52° 5' 8" NB, 4° 23' 42" OL  | 1916/L021R7    | Upload foto                                                                                          |
| Woning, woningbouwcomplex Sint-Jozefstraat                                                           | 1919           | C.L. de Koning                                          | Sint-Jozefstraat 1                         | 52° 5' 7" NB, 4° 23' 33" OL  | 1916/L039SJ1   | Upload foto                                                                                          |
| Woning, woningbouwcomplex Sint-Jozefstraat                                                           | 1919           | C.L. de Koning                                          | Sint-Jozefstraat 3                         | 52° 5' 7" NB, 4° 23' 33" OL  | 1916/L039SJ3   | Upload foto                                                                                          |
| Woning, woningbouwcomplex Sint-Jozefstraat                                                           | 1919           | C.L. de Koning                                          | Sint-Jozefstraat 5                         | 52° 5' 7" NB, 4° 23' 33" OL  | 1916/L039SJ5   | Upload foto                                                                                          |
| Woning, woningbouwcomplex Sint-Jozefstraat                                                           | 1919           | C.L. de Koning                                          | Sint-Jozefstraat 7                         | 52° 5' 7" NB, 4° 23' 32" OL  | 1916/L039SJ7   | Upload foto                                                                                          |
| Woning, woningbouwcomplex Sint-Jozefstraat                                                           | 1919           | C.L. de Koning                                          | Sint-Jozefstraat 9                         | 52° 5' 7" NB, 4° 23' 32" OL  | 1916/L039SJ9   | Upload foto                                                                                          |
| Woning, woningbouwcomplex Sint-Jozefstraat                                                           | 1919           | C.L. de Koning                                          | Sint-Jozefstraat 11                        | 52° 5' 7" NB, 4° 23' 32" OL  | 1916/L039SJ11  | Upload foto                                                                                          |
| Woning, woningbouwcomplex Sint-Jozefstraat                                                           | 1919           | C.L. de Koning                                          | Sint-Jozefstraat 13                        | 52° 5' 7" NB, 4° 23' 32" OL  | 1916/L039SJ13  | Upload foto                                                                                          |
| Woning, woningbouwcomplex Sint-Jozefstraat                                                           | 1919           | C.L. de Koning                                          | Sint-Jozefstraat 15                        | 52° 5' 7" NB, 4° 23' 32" OL  | 1916/L039SJ15  | Upload foto                                                                                          |
| Woning, woningbouwcomplex Sint-Jozefstraat                                                           | 1919           | C.L. de Koning                                          | Sint-Jozefstraat 17                        | 52° 5' 8" NB, 4° 23' 31" OL  | 1916/L039SJ17  | Upload foto                                                                                          |
| Woning, woningbouwcomplex Sint-Jozefstraat                                                           | 1919           | C.L. de Koning                                          | Sint-Jozefstraat 19                        | 52° 5' 9" NB, 4° 23' 30" OL  | 1916/L039SJ19  | Upload foto                                                                                          |
| Woning, woningbouwcomplex Sint-Jozefstraat                                                           | 1919           | C.L. de Koning                                          | Sint-Jozefstraat 21                        | 52° 5' 9" NB, 4° 23' 29" OL  | 1916/L039SJ21  | Upload foto                                                                                          |
| Woning, woningbouwcomplex Sint-Jozefstraat                                                           | 1919           | C.L. de Koning                                          | Sint-Jozefstraat 23                        | 52° 5' 9" NB, 4° 23' 29" OL  | 1916/L039SJ23  | Upload foto                                                                                          |
| Woning, woningbouwcomplex Sint-Jozefstraat                                                           | 1919           | C.L. de Koning                                          | Sint-Jozefstraat 25                        | 52° 5' 9" NB, 4° 23' 29" OL  | 1916/L039SJ25  | Upload foto                                                                                          |
| Woning, woningbouwcomplex Sint-Jozefstraat                                                           | 1919           | C.L. de Koning                                          | Sint-Jozefstraat 27                        | 52° 5' 9" NB, 4° 23' 29" OL  | 1916/L039SJ27  | Upload foto                                                                                          |
| Woning, woningbouwcomplex Sint-Jozefstraat                                                           | 1919           | C.L. de Koning                                          | Sint-Jozefstraat 29                        | 52° 5' 9" NB, 4° 23' 29" OL  | 1916/L039SJ29  | Upload foto                                                                                          |
| Woning, woningbouwcomplex Sint-Jozefstraat                                                           | 1919           | C.L. de Koning                                          | Sint-Jozefstraat 31                        | 52° 5' 9" NB, 4° 23' 29" OL  | 1916/L039SJ31  | Upload foto                                                                                          |
| Woning, woningbouwcomplex Sint-Jozefstraat                                                           | 1919           | C.L. de Koning                                          | Sint-Jozefstraat 33                        | 52° 5' 10" NB, 4° 23' 28" OL | 1916/L039SJ33  | Upload foto                                                                                          |
| Woning, woningbouwcomplex Sint-Jozefstraat                                                           | 1919           | C.L. de Koning                                          | Sint-Raphaëlstraat 13                      | 52° 5' 6" NB, 4° 23' 31" OL  | 1916/L039SR13  | Upload foto                                                                                          |
| Woning, woningbouwcomplex Sint-Jozefstraat                                                           | 1919           | C.L. de Koning                                          | Sint-Raphaëlstraat 23                      | 52° 5' 6" NB, 4° 23' 32" OL  | 1916/L039SR23  | Upload foto                                                                                          |
| Woning, woningbouwcomplex Sint-Jozefstraat                                                           | 1919           | C.L. de Koning                                          | Sint-Willibrordusplein 4                   | 52° 5' 7" NB, 4° 23' 29" OL  | 1916/L039SWP4  | Upload foto                                                                                          |
| Woning, woningbouwcomplex Sint-Jozefstraat                                                           | 1919           | C.L. de Koning                                          | Sint-Willibrordusplein 5                   | 52° 5' 8" NB, 4° 23' 28" OL  | 1916/L039SWP5  | Upload foto                                                                                          |
| Woning, woningbouwcomplex Sint-Jozefstraat                                                           | 1919           | C.L. de Koning                                          | Sint-Willibrordusplein 20                  | 52° 5' 8" NB, 4° 23' 30" OL  | 1916/L039SWP20 | Upload foto                                                                                          |
| Woning, woningbouwcomplex Sint-Jozefstraat                                                           | 1919           | C.L. de Koning                                          | Sint-Willibrordusplein 22                  | 52° 5' 8" NB, 4° 23' 30" OL  | 1916/L039SWP22 | Upload foto                                                                                          |
| Woning, woningbouwcomplex Sint-Jozefstraat                                                           | 1919           | C.L. de Koning                                          | Sint-Willibrordusstraat 4                  | 52° 5' 6" NB, 4° 23' 29" OL  | 1916/L039SWS4  | Upload foto                                                                                          |
| Woning, woningbouwcomplex Sint-Jozefstraat                                                           | 1919           | C.L. de Koning                                          | Sint-Willibrordusstraat 6                  | 52° 5' 6" NB, 4° 23' 29" OL  | 1916/L039SWS6  | Upload foto                                                                                          |
| Woning, woningbouwcomplex Sint-Jozefstraat                                                           | 1919           | C.L. de Koning                                          | Sint-Willibrordusstraat 20                 | 52° 5' 7" NB, 4° 23' 27" OL  | 1916/L039SWS20 | Upload foto                                                                                          |
| Winkel, woningbouwcomplex Sint-Jozefstraat                                                           | 1919           | C.L. de Koning                                          | Sint-Willibrordusstraat 22                 | 52° 5' 7" NB, 4° 23' 27" OL  | 1916/L039SWS22 | Upload foto                                                                                          |
| Woning, woningbouwcomplex Sint-Jozefstraat                                                           | 1919           | C.L. de Koning                                          | Sint-Willibrordusstraat 28                 | 52° 5' 7" NB, 4° 23' 26" OL  | 1916/L039SWS28 | Upload foto                                                                                          |
| Dubbel woonhuis/winkel                                                                               | circa 1600     | A.H. Haagen (verbouwing 1931), A.M. Vis (1934)          | Sluiskant 6                                | 52° 4' 48" NB, 4° 23' 48" OL | 1916/L093SK6   | Upload foto                                                                                          |
| Dubbel woonhuis/winkel                                                                               | circa 1600     | A.H. Haagen (verbouwing 1931), A.M. Vis (1934)          | Sluiskant 7                                | 52° 4' 48" NB, 4° 23' 49" OL | 1916/L093SK7   | Upload foto                                                                                          |
| Woning                                                                                               | 1892           | A.H. Haagen (verbouwing 1916)                           | Sluiskant 8                                | 52° 4' 48" NB, 4° 23' 49" OL | 1916/L094      | Upload foto                                                                                          |
| Winkel-woning                                                                                        | 1895           |                                                         | Sluiskant 21                               | 52° 4' 49" NB, 4° 23' 53" OL | 1916/L044      | Winkel-woning                                                                                        |
| Woning-winkel                                                                                        | 1898           | C. Klapwijk                                             | Sluiskant 22                               | 52° 4' 49" NB, 4° 23' 53" OL | 1916/L045      | Upload foto                                                                                          |
| Woning-café                                                                                          | 1898           | A.J. van Haagen (verbouwing 1955)                       | Sluiskant 26                               | 52° 4' 50" NB, 4° 23' 54" OL | 1916/L046      | Upload foto                                                                                          |
| Pakhuis metwoonhuis                                                                                  | 1930           | E.A.H. Halverhout                                       | Sluiskant 27                               | 52° 4' 50" NB, 4° 23' 55" OL | 1916/L095      | Upload foto                                                                                          |
| Woning, woningbouwcomplex Hertogstraat, Smidslaan en Van Ruysdaellaan                                | 1913, 1935     | Th.C. Halverhout (1913), A.J. Schrader (1935)           | Smidslaan 15                               | 52° 5' 28" NB, 4° 23' 49" OL | 1916/L015S15   | Upload foto                                                                                          |
| Woning, woningbouwcomplex Hertogstraat, Smidslaan en Van Ruysdaellaan                                | 1913, 1935     | Th.C. Halverhout (1913), A.J. Schrader (1935)           | Smidslaan 17                               | 52° 5' 28" NB, 4° 23' 48" OL | 1916/L015S17   | Upload foto                                                                                          |
| Woning, woningbouwcomplex Hertogstraat, Smidslaan en Van Ruysdaellaan                                | 1913, 1935     | Th.C. Halverhout (1913), A.J. Schrader (1935)           | Smidslaan 19                               | 52° 5' 29" NB, 4° 23' 49" OL | 1916/L015S19   | Upload foto                                                                                          |
| Woning, woningbouwcomplex Hertogstraat, Smidslaan en Van Ruysdaellaan                                | 1913, 1935     | Th.C. Halverhout (1913), A.J. Schrader (1935)           | Smidslaan 21                               | 52° 5' 29" NB, 4° 23' 48" OL | 1916/L015S21   | Upload foto                                                                                          |
| Woning, woningbouwcomplex Hertogstraat, Smidslaan en Van Ruysdaellaan                                | 1913, 1935     | Th.C. Halverhout (1913), A.J. Schrader (1935)           | Smidslaan 23                               | 52° 5' 29" NB, 4° 23' 48" OL | 1916/L015S23   | Upload foto                                                                                          |
| Woning, woningbouwcomplex Hertogstraat, Smidslaan en Van Ruysdaellaan                                | 1913, 1935     | Th.C. Halverhout (1913), A.J. Schrader (1935)           | Smidslaan 25                               | 52° 5' 29" NB, 4° 23' 48" OL | 1916/L015S25   | Upload foto                                                                                          |
| Woning, woningbouwcomplex Hertogstraat, Smidslaan en Van Ruysdaellaan                                | 1913, 1935     | Th.C. Halverhout (1913), A.J. Schrader (1935)           | Smidslaan 27                               | 52° 5' 29" NB, 4° 23' 47" OL | 1916/L015S27   | Upload foto                                                                                          |
| Woning, woningbouwcomplex Hertogstraat, Smidslaan en Van Ruysdaellaan                                | 1913, 1935     | Th.C. Halverhout (1913), A.J. Schrader (1935)           | Smidslaan 29                               | 52° 5' 29" NB, 4° 23' 47" OL | 1916/L015S29   | Upload foto                                                                                          |
| Woning, woningbouwcomplex Hertogstraat, Smidslaan en Van Ruysdaellaan                                | 1913, 1935     | Th.C. Halverhout (1913), A.J. Schrader (1935)           | Smidslaan 31                               | 52° 5' 30" NB, 4° 23' 47" OL | 1916/L015S31   | Upload foto                                                                                          |
| Woning, woningbouwcomplex Hertogstraat, Smidslaan en Van Ruysdaellaan                                | 1913, 1935     | Th.C. Halverhout (1913), A.J. Schrader (1935)           | Smidslaan 33                               | 52° 5' 30" NB, 4° 23' 47" OL | 1916/L015S33   | Upload foto                                                                                          |
| Woning, woningbouwcomplex Hertogstraat, Smidslaan en Van Ruysdaellaan                                | 1913, 1935     | Th.C. Halverhout (1913), A.J. Schrader (1935)           | Smidslaan 35                               | 52° 5' 30" NB, 4° 23' 47" OL | 1916/L015S35   | Upload foto                                                                                          |
| Woning, woningbouwcomplex Hertogstraat, Smidslaan en Van Ruysdaellaan                                | 1913, 1935     | Th.C. Halverhout (1913), A.J. Schrader (1935)           | Smidslaan 37                               | 52° 5' 30" NB, 4° 23' 47" OL | 1916/L015S37   | Upload foto                                                                                          |
| Woning, woningbouwcomplex Hertogstraat, Smidslaan en Van Ruysdaellaan                                | 1913, 1935     | Th.C. Halverhout (1913), A.J. Schrader (1935)           | Smidslaan 39                               | 52° 5' 30" NB, 4° 23' 47" OL | 1916/L015S39   | Upload foto                                                                                          |
| Woning, woningbouwcomplex Hertogstraat, Smidslaan en Van Ruysdaellaan                                | 1913, 1935     | Th.C. Halverhout (1913), A.J. Schrader (1935)           | Smidslaan 41                               | 52° 5' 30" NB, 4° 23' 46" OL | 1916/L015S41   | Upload foto                                                                                          |
| Woning, woningbouwcomplex Hertogstraat, Smidslaan en Van Ruysdaellaan                                | 1913, 1935     | Th.C. Halverhout (1913), A.J. Schrader (1935)           | Smidslaan 1                                | 52° 5' 27" NB, 4° 23' 49" OL | 1916/L015S1    | Upload foto                                                                                          |
| Woning, woningbouwcomplex Hertogstraat, Smidslaan en Van Ruysdaellaan                                | 1913, 1935     | Th.C. Halverhout (1913), A.J. Schrader (1935)           | Smidslaan 3                                | 52° 5' 28" NB, 4° 23' 50" OL | 1916/L015S3    | Upload foto                                                                                          |
| Woning, woningbouwcomplex Hertogstraat, Smidslaan en Van Ruysdaellaan                                | 1913, 1935     | Th.C. Halverhout (1913), A.J. Schrader (1935)           | Smidslaan 5                                | 52° 5' 28" NB, 4° 23' 49" OL | 1916/L015S5    | Upload foto                                                                                          |
| Woning, woningbouwcomplex Hertogstraat, Smidslaan en Van Ruysdaellaan                                | 1913, 1935     | Th.C. Halverhout (1913), A.J. Schrader (1935)           | Smidslaan 7                                | 52° 5' 28" NB, 4° 23' 49" OL | 1916/L015S7    | Upload foto                                                                                          |
| Woning, woningbouwcomplex Hertogstraat, Smidslaan en Van Ruysdaellaan                                | 1913, 1935     | Th.C. Halverhout (1913), A.J. Schrader (1935)           | Smidslaan 9                                | 52° 5' 28" NB, 4° 23' 49" OL | 1916/L015S9    | Upload foto                                                                                          |
| Woning, woningbouwcomplex Hertogstraat, Smidslaan en Van Ruysdaellaan                                | 1913, 1935     | Th.C. Halverhout (1913), A.J. Schrader (1935)           | Smidslaan 11                               | 52° 5' 28" NB, 4° 23' 49" OL | 1916/L015S11   | Upload foto                                                                                          |
| Woning, woningbouwcomplex Hertogstraat, Smidslaan en Van Ruysdaellaan                                | 1913, 1935     | Th.C. Halverhout (1913), A.J. Schrader (1935)           | Smidslaan 13                               | 52° 5' 28" NB, 4° 23' 49" OL | 1916/L015S13   | Upload foto                                                                                          |
| Woning, woningbouwcomplex Hertogstraat, Smidslaan en Van Ruysdaellaan                                | 1913, 1935     | Th.C. Halverhout (1913), A.J. Schrader (1935)           | Van Ruysdaellaan 122                       | 52° 5' 30" NB, 4° 23' 43" OL | 1916/L015VR122 | Upload foto                                                                                          |
| Woning, woningbouwcomplex Hertogstraat, Smidslaan en Van Ruysdaellaan                                | 1913, 1935     | Th.C. Halverhout (1913), A.J. Schrader (1935)           | Van Ruysdaellaan 124                       | 52° 5' 30" NB, 4° 23' 44" OL | 1916/L015VR124 | Upload foto                                                                                          |
| Woning, woningbouwcomplex Hertogstraat, Smidslaan en Van Ruysdaellaan                                | 1913, 1935     | Th.C. Halverhout (1913), A.J. Schrader (1935)           | Van Ruysdaellaan 126                       | 52° 5' 30" NB, 4° 23' 44" OL | 1916/L015VR126 | Upload foto                                                                                          |
| Woning, woningbouwcomplex Hertogstraat, Smidslaan en Van Ruysdaellaan                                | 1913, 1935     | Th.C. Halverhout (1913), A.J. Schrader (1935)           | Van Ruysdaellaan 128                       | 52° 5' 30" NB, 4° 23' 44" OL | 1916/L015VR128 | Upload foto                                                                                          |
| Woning, woningbouwcomplex Hertogstraat, Smidslaan en Van Ruysdaellaan                                | 1913, 1935     | Th.C. Halverhout (1913), A.J. Schrader (1935)           | Van Ruysdaellaan 130                       | 52° 5' 30" NB, 4° 23' 44" OL | 1916/L015VR130 | Upload foto                                                                                          |
| Woning, woningbouwcomplex Hertogstraat, Smidslaan en Van Ruysdaellaan                                | 1913, 1935     | Th.C. Halverhout (1913), A.J. Schrader (1935)           | Van Ruysdaellaan 132                       | 52° 5' 30" NB, 4° 23' 44" OL | 1916/L015VR132 | Upload foto                                                                                          |
| Woning, woningbouwcomplex Hertogstraat, Smidslaan en Van Ruysdaellaan                                | 1913, 1935     | Th.C. Halverhout (1913), A.J. Schrader (1935)           | Van Ruysdaellaan 134                       | 52° 5' 30" NB, 4° 23' 44" OL | 1916/L015VR134 | Upload foto                                                                                          |
| Woning, woningbouwcomplex Hertogstraat, Smidslaan en Van Ruysdaellaan                                | 1913, 1935     | Th.C. Halverhout (1913), A.J. Schrader (1935)           | Van Ruysdaellaan 136                       | 52° 5' 30" NB, 4° 23' 45" OL | 1916/L015VR136 | Upload foto                                                                                          |
| Woning, woningbouwcomplex Hertogstraat, Smidslaan en Van Ruysdaellaan                                | 1913, 1935     | Th.C. Halverhout (1913), A.J. Schrader (1935)           | Van Ruysdaellaan 138                       | 52° 5' 31" NB, 4° 23' 45" OL | 1916/L015VR138 | Upload foto                                                                                          |
| Woning, woningbouwcomplex Hertogstraat, Smidslaan en Van Ruysdaellaan                                | 1913, 1935     | Th.C. Halverhout (1913), A.J. Schrader (1935)           | Van Ruysdaellaan 140                       | 52° 5' 31" NB, 4° 23' 45" OL | 1916/L015VR140 | Upload foto                                                                                          |
| Woning, woningbouwcomplex Hertogstraat, Smidslaan en Van Ruysdaellaan                                | 1913, 1935     | Th.C. Halverhout (1913), A.J. Schrader (1935)           | Van Ruysdaellaan 142                       | 52° 5' 31" NB, 4° 23' 45" OL | 1916/L015VR142 | Upload foto                                                                                          |
| Woning, woningbouwcomplex Hertogstraat, Smidslaan en Van Ruysdaellaan                                | 1913, 1935     | Th.C. Halverhout (1913), A.J. Schrader (1935)           | Van Ruysdaellaan 144                       | 52° 5' 31" NB, 4° 23' 45" OL | 1916/L015VR144 | Upload foto                                                                                          |
| Boerderij, boerderij nummer 1, achterliggende manege nr 3                                            | 1919           | A.H. Haagen                                             | Van Ruysdaellaan 3                         | 52° 5' 8" NB, 4° 23' 12" OL  | 1916/L055      | Upload foto                                                                                          |
| Boerderij                                                                                            | 1908           | D. Jongeneel                                            | Van Ruysdaellaan 97                        | 52° 5' 20" NB, 4° 23' 24" OL | 1916/L056      | Upload foto                                                                                          |
| Landhuis en boerderij                                                                                | 1923           | M.E. Bruynzeel, N.A. Ketel (ook vergroting 1935)        | Veursestraatweg 112                        | 52° 5' 34" NB, 4° 24' 38" OL | 1916/L070      | Upload foto                                                                                          |
| Eigendomspaal                                                                                        |                |                                                         | Veursestraatweg ong. bij 292               |                              | 1916/L067      | Upload foto                                                                                          |
| Woonhuis                                                                                             | 1928           | J. van Vliet                                            | Veursestraatweg 17                         | 52° 5' 19" NB, 4° 24' 2" OL  | 1916/L068      | Upload foto                                                                                          |
| Woonhuis                                                                                             | 1933           | J. van Vliet                                            | Veursestraatweg 97                         | 52° 5' 27" NB, 4° 24' 16" OL | 1916/L069      | Upload foto                                                                                          |
| Woonhuis                                                                                             | 1922           | A. Vester                                               | Veursestraatweg 191                        | 52° 6' 5" NB, 4° 25' 1" OL   | 1916/L071      | Upload foto                                                                                          |
| Dubbel woonhuis                                                                                      | 1925           | J. van Vliet                                            | Voorburgseweg 33                           | 52° 4' 55" NB, 4° 23' 29" OL | 1916/L074V33   | Upload foto                                                                                          |
| Dubbel woonhuis                                                                                      | 1925           | J. van Vliet                                            | Voorburgseweg 35                           | 52° 4' 55" NB, 4° 23' 29" OL | 1916/L074V35   | Upload foto                                                                                          |
| Woonhuis                                                                                             | 1880           | A.A. Bontje (wijziging 1929)                            | Voorburgseweg 37                           | 52° 4' 54" NB, 4° 23' 29" OL | 1916/L075      | Upload foto                                                                                          |
| Woonhuis                                                                                             | begin 20e eeuw |                                                         | Voorburgseweg 48                           | 52° 4' 55" NB, 4° 23' 27" OL | 1916/L076      | Upload foto                                                                                          |
| Woonhuis, woningbouwcomplex Voorburgseweg                                                            | 1924-25        | P. Oosthoek                                             | Voorburgseweg 59                           | 52° 4' 52" NB, 4° 23' 24" OL | 1916/L084vw59  | Upload foto                                                                                          |
| Woonhuis, woningbouwcomplex Voorburgseweg                                                            | 1924-25        | P. Oosthoek                                             | Voorburgseweg 61                           | 52° 4' 52" NB, 4° 23' 23" OL | 1916/L084vw61  | Upload foto                                                                                          |
| Woonhuis, woningbouwcomplex Voorburgseweg                                                            | 1924-25        | P. Oosthoek                                             | Voorburgseweg 63                           | 52° 4' 52" NB, 4° 23' 23" OL | 1916/L084vw63  | Upload foto                                                                                          |
| Woonhuis, woningbouwcomplex Voorburgseweg                                                            | 1924-25        | P. Oosthoek                                             | Voorburgseweg 65                           | 52° 4' 52" NB, 4° 23' 23" OL | 1916/L084vw65  | Upload foto                                                                                          |
| Woonhuis                                                                                             | 1926           | J. van Vliet                                            | Voorburgseweg 4                            | 52° 5' 1" NB, 4° 23' 35" OL  | 1916/L073      | Upload foto                                                                                          |
| Woning, woningbouwcomplex, Plaspoelkade, Plaspoelstraat en Zijdestraat                               | 1929           | N.J. van Tiene                                          | Zijdestraat 2                              | 52° 4' 57" NB, 4° 23' 39" OL | 1916/L036Z2    | Upload foto                                                                                          |
| Woning, woningbouwcomplex, Plaspoelkade, Plaspoelstraat en Zijdestraat                               | 1929           | N.J. van Tiene                                          | Zijdestraat 1                              | 52° 4' 57" NB, 4° 23' 39" OL | 1916/L036Z1    | Upload foto                                                                                          |
| Woning, woningbouwcomplex, Plaspoelkade, Plaspoelstraat en Zijdestraat                               | 1929           | N.J. van Tiene                                          | Zijdestraat 3                              | 52° 4' 57" NB, 4° 23' 39" OL | 1916/L036Z3    | Upload foto                                                                                          |
| Woning, woningbouwcomplex, Plaspoelkade, Plaspoelstraat en Zijdestraat                               | 1929           | N.J. van Tiene                                          | Zijdestraat 4                              | 52° 4' 57" NB, 4° 23' 39" OL | 1916/L036Z4    | Upload foto                                                                                          |
| Woning, woningbouwcomplex, Plaspoelkade, Plaspoelstraat en Zijdestraat                               | 1929           | N.J. van Tiene                                          | Zijdestraat 5                              | 52° 4' 56" NB, 4° 23' 37" OL | 1916/L036Z5    | Woning, woningbouwcomplex, Plaspoelkade, Plaspoelstraat en Zijdestraat                               |
| Woning, woningbouwcomplex, Plaspoelkade, Plaspoelstraat en Zijdestraat                               | 1929           | N.J. van Tiene                                          | Zijdestraat 6                              | 52° 4' 56" NB, 4° 23' 38" OL | 1916/L036Z6    | Woning, woningbouwcomplex, Plaspoelkade, Plaspoelstraat en Zijdestraat                               |
| Woning, woningbouwcomplex, Plaspoelkade, Plaspoelstraat en Zijdestraat                               | 1929           | N.J. van Tiene                                          | Zijdestraat 7                              | 52° 4' 56" NB, 4° 23' 37" OL | 1916/L036Z7    | Woning, woningbouwcomplex, Plaspoelkade, Plaspoelstraat en Zijdestraat                               |
| Woning, woningbouwcomplex, Plaspoelkade, Plaspoelstraat en Zijdestraat                               | 1929           | N.J. van Tiene                                          | Zijdestraat 8                              | 52° 4' 56" NB, 4° 23' 37" OL | 1916/L036Z8    | Woning, woningbouwcomplex, Plaspoelkade, Plaspoelstraat en Zijdestraat                               |
| Woning, woningbouwcomplex, Plaspoelkade, Plaspoelstraat en Zijdestraat                               | 1929           | N.J. van Tiene                                          | Zijdestraat 9                              | 52° 4' 56" NB, 4° 23' 37" OL | 1916/L036Z9    | Woning, woningbouwcomplex, Plaspoelkade, Plaspoelstraat en Zijdestraat                               |